# 谢资清
谢资清（1966年4月—），女，汉族，湖南新邵人，中华人民共和国数学家，中国致公党党员，第十三届全国人民代表大会湖南地区代表。

## 生平
2018年2月24日，当选为第十三届全国人大代表。